# Сапон, Фёдор Владимирович
Фёдор Владимирович Сапон (бел. Фёдар Уладзіміравіч Сапон; род. 18 марта 1993, Минск) — белорусский футболист, нападающий.

## Клубная карьера
С 2011 года начал выступать за дубль футбольного клуба «Минск». В 2012 году переведен в фарм-клуб «Минск-2». С 14 голами он стал лучшим бомбардиром клуба в сезоне, а в следующем году уже играл с командой в Первой лиге. За два года ему удалось забить 12 мячей во втором дивизионе.
По окончании сезона 2014 «Минск-2» был расформирован, а в январе 2015 года Федора перевели в основной состав «Минска». 20 апреля 2015 года дебютировал в Высшей лиге, выйдя на замену на 80-й минуте матча с брестским «Динамо» (0:1).
В августе 2015 года он проходил просмотр в чешском клубе «Усти-над-Лабем», но контракт не заключил и вскоре на правах аренды стал игроком «Берёза-2010». В январе 2016 года «Берёза-2010» прекратила свое существование, и Сапон поехал на просмотр в «Спартак» из Юрмалы, но контракт с латвийским клубом не был подписан. В итоге он присоединился к составу минского «Торпедо».
В сезоне 2016 года с 9 голами стал лучшим бомбардиром «Торпедо» в Первой лиге. В сезоне 2017 года стал реже появляться на поле. После того, как «Торпедо» в марте 2018 года получило место в Высшей лиге, он покинул команду по обоюдному согласию и вскоре перешел в «Сморгонь». По окончании сезона 2018 покинул сморгоньский клуб.
В апреле 2020 года перешел в «Гранит» из Микашевичей, где играл до конца сезона 2020.

## Статистика
| Сезон    | Дивизион | Клуб        | Страна                    | Матчи | Голы |
| -------- | -------- | ----------- | ------------------------- | ----- | ---- |
| 2011     | дубль    | Минск       | Флаг Беларуси (1995—2012) | 20    | 3    |
| 2012     | Д3       | Минск-2     | Флаг Беларуси             | 31    | 14   |
| 2013     | Д2       | Минск-2     | Флаг Беларуси             | 23    | 4    |
| 2014     | Д2       | Минск-2     | Флаг Беларуси             | 24    | 8    |
| 2015 (1) | Д1       | Минск       | Флаг Беларуси             | 3     | 0    |
| 2015 (2) | Д2       | Берёза-2010 | Флаг Беларуси             | 10    | 0    |
| 2016     | Д2       | Торпедо     | Флаг Беларуси             | 24    | 9    |
| 2017     | Д2       | Торпедо     | Флаг Беларуси             | 20    | 3    |
| 2018     | Д2       | Сморгонь    | Флаг Беларуси             | 20    | 2    |
| 2020     | Д2       | Гранит      | Флаг Беларуси             | 15    | 0    |